# Плесецк (аэродром)
Плесецк — военный аэродром в Архангельской области, обслуживающий космодром Плесецк.
На аэродроме расположена авиационная комендатура для приёма и отправки воздушных судов государственной авиации.
Аэродром эпизодически используется также для приёма гражданских воздушных судов.

## История
В декабре 1958 года на полигоне «Ангара» (ныне космодром Плесецк) была сформирована 156-я отдельная смешанная авиаэскадрилья, в августе 1966 года она переформирована в 17-й отдельный смешанный авиаполк.
До начала 1990-х аэродром носил условное наименование «Перо». В некоторых источниках упоминается под названием «Плесцы» (по названию близлежащего озера), на англоязычных картах обозначается как Plestsy Airport.
В 2004 году аэродром был реконструирован: заменено светосигнальное и радиотехническое оборудование, усилена и удлинена на 600 м взлётно-посадочная полоса, что позволяет аэродрому принимать самолёты Ил-76, Ту-154 и более лёгкие, а также вертолёты всех типов. Максимальный взлётный вес воздушного судна 200 тонн.
Ранее на аэродроме дислоцировались самолёты Ан-26, Ан-30, Ан-72, Ан-12 и вертолёты Ми-8 из состава бывшего 17-го отдельного смешанного авиаполка (войсковая часть 32177). Затем была сформирована 17-я отдельная смешанная авиаэскадрилья (в/ч 34185).
В январе 2014 года 17-я ОСАЭ ликвидирована вместе с одной из немногих в стране технико-эксплуатационных частей и перебазирована в состав 33 ОТСАП (аэродром Левашово в Выборгском районе Санкт-Петербурга), не имеющего подобной инфраструктуры. А на аэродроме Плесецк сформировали авиационную комендатуру также входящая в состав 33 ОТСАП. В августе 2015 года авиационная комендатура аэродрома Плесецк переподчинена 7050 базе Северного флота. В июне 2018 года авиационная Комендатура аэродрома Плесецк переподчинена 566 втап 12 гв втад К ВТА, а в декабре 2020 года на базе авиационной комендатуры сформирована смешанная авиационная эскадрилья.